# Banco Nacional da Sérvia
O Banco Nacional da Sérvia (em sérvio:  Народна банка Србије, transl. Narodna banka Srbije) é o banco central da Sérvia. Fundada em 1884, as responsabilidades do banco são: política monetária, emissor único de notas e moedas sérvias, proteção da estabilidade de preços e promoção da estabilidade do sistema financeiro na Sérvia. Os órgãos da NBS são o Conselho Executivo, o Governador e o Conselho do Governador.

## História

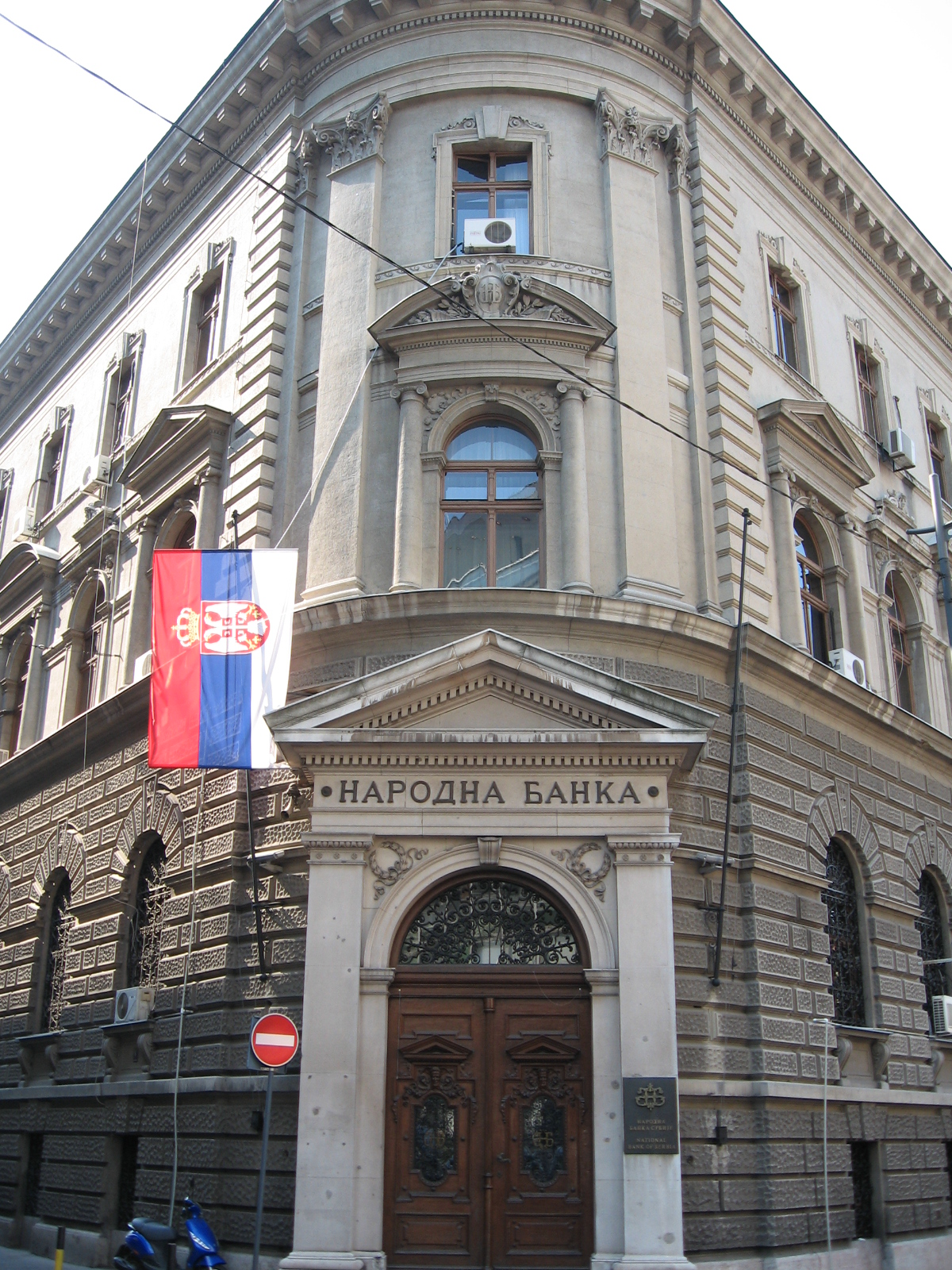
Antiga sede do Banco Nacional da Sérvia

O banco foi originalmente criado em 2 de julho de 1884 como o Banco Nacional Privilegiado do Reino da Sérvia. Foi modelado com base no Banco Nacional da Bélgica, considerado na época a vanguarda das instituições bancárias modernas. O primeiro governador do banco foi Aleksa Spasić. Após a Primeira Guerra Mundial, o banco passou por várias mudanças à medida que o país se expandiu e se tornou a Iugoslávia, enquanto o banco passou a se chamar Banco Nacional da Iugoslávia. Somente em 2006 o último remanescente da Iugoslávia desapareceu e o banco voltou à moeda cunhada da Sérvia, e seu nome original, o Banco Nacional da Sérvia.

### Predecessores
- Banco Nacional Privilegiado do Reino da Sérvia (2 de julho de 1884 - 20 de janeiro de 1920)
- Banco Nacional do Reino dos Sérvios, Croatas e Eslovenos (20 de janeiro de 1920 - 3 de outubro de 1929)
- Banco Nacional do Reino da Jugoslávia (3 de outubro de 1929 - setembro de 1946)
- Banco Nacional da Jugoslávia (setembro de 1946 - 19 de julho de 2003)
- Banco Nacional da Sérvia (19 de julho de 2003 - o momento)

## Funções
O Banco Nacional da Sérvia é independente e autônomo no desempenho de suas tarefas estabelecidas pela Lei NBS e outras leis, e é responsável por seu trabalho junto à Assembléia Nacional da República da Sérvia. O objetivo principal da NBS é alcançar e manter a estabilidade de preços. Sem prejuízo de seu objetivo principal, o NBS também contribui para manter e fortalecer a estabilidade do sistema financeiro.
O Banco Nacional da Sérvia:
- determina e implementa as políticas monetárias e cambiais
- gerencia reservas de divisas
- determina e implementa, dentro de seu escopo de autoridade, as atividades e medidas destinadas a manter e fortalecer a estabilidade do sistema financeiro
- emite notas e moedas e gerencia a circulação de caixa
- regula, controla e promove o bom desempenho das transações de pagamentos nacionais e internacionais, de acordo com a lei
- emite e revoga licenças de operação, realiza supervisão prudencial das operações bancárias e realiza outras atividades de acordo com a lei que rege os bancos
- executa outras tarefas dentro de seu escopo de autoridade, de acordo com a lei[5]

## Governadores
Abaixo está a lista dos governadores do Banco Nacional da Sérvia desde seu restabelecimento em 2003.
- Mlađan Dinkić: (4 de fevereiro de 2003 - 22 de julho de 2003)
- Kori Udovički: (23 de julho de 2003 - 25 de fevereiro de 2004)
- Radovan Jelašić: (25 de fevereiro de 2004 - 28 de julho de 2010)
- Dejan Šoškić (28 de julho de 2010 - 6 de agosto de 2012)
- Jorgovanka Tabaković: (6 de agosto de 2012 - presente)

## Administração do Banco
O gerenciamento atual do banco inclui:
- Jorgovanka Tabaković, Governador
- Veselin Pješčić, vice-governador
- Diana Dragutinović, Vice-Governadora
- Đorđe Jevtić, Diretor da Administração de Supervisão de Instituições Financeiras